# Cocody

Cocody dans le district d'Abidjan

Pour les articles homonymes, voir Cocody (homonymie).
Cocody  est une commune du département d'Abidjan située dans Abidjan nord. C'est la commune de classe aisée de la société ivoirienne. Le maire de Cocody est Jean-Marc Yacé, depuis le 13 octobre 2018 et réélu le 2 septembre 2023. En 2021, sa population est estimée à 692 583 habitants.

## Histoire
La commune de Cocody, déformation de Cocoly, est née d’un petit village qui était situé à l’emplacement du stade Géo-André, actuel stade Félix-Houphouët-Boigny. Le village était habité par les autochtones Ébriés autrefois appelés « Tchamans », qui étaient répartis en onze (11) fratries regroupées en six groupes ou « goto », dont les Bidjans, les Djédo, les Gnagon, les Kowês et les Noutoua. La commune de Cocody est l’un des tout premiers villages d’Abidjan. C’est à la suite d'une bagarre entre les « Tchamans » que sept (7) villages se sont constitués. Blockauss, autrefois appelé Anokouaté, servait d’intermédiaire entre certains villages en litige.
Cocody s’étend, petit à petit, vers Blockauss à la faveur de l’essor économique de 1905, jusque sur les sites actuels de la Polyclinique Sainte-Anne-Marie. En 1929, les sites de la savonnerie Blohorn l’entraînent au pied de l’hôtel Ivoire non loin du village de Blockauss.
L'expansion de Cocody se poursuit lorsqu'Abidjan est érigée en capitale, en 1934.
En 1960, Cocody réalise ses premières constructions. Ce sont les 160 logements, dans le souci de loger tous les agents de l’État. 29 ans plus tard, Cocody voit la naissance du nouveau quartier appelé Angré.
Le 17 octobre 1980, Cocody est érigée en commune avec l’élection d’un maire par les conseillers municipaux. Dès lors, quatre villages faisant autrefois partie de la sous-préfecture de Bingerville sont rattachés à la commune : Anono, M’pouto, M’badon et Akouédo. Arsène Usher Assouan est le premier maire de la commune.
Il met en place le premier projet socio-économique et culturel au profit des femmes et la jeunesse dont la création de l'allocodrom  de cocody sur une parcelle du domaine public  de l'État de Côte d'Ivoire.
Ce projet sera mis en valeur à la suite par Mel Théodore qui fut le deuxième maire de la commune de Cocody.

## Géographie

### Quartiers

#### Cocody Danga
« Danga » vient de « Daka » (« rejeté », « exclus » en tchaman), du nom du village situé au bord de la lagune, dans le sud du quartier actuel, où on exilait les criminels en l'absence de prison.
Le village de Daka, initialement au bord de la lagune, a été détruit en 1854 par la maison de commerce Régis à la suite de l'attaque d'une de ses chaloupes par les habitants. La fuite des habitants de Daka dans la brousse après les représailles des Français aboutit à la naissance du village d'Anono.

#### Blokosso
Le quartier Blockauss ou Blokosso doit son nom au fort français, le « blockhaus », à l'ombre duquel se trouvait une maison de commerce fortifiée (factorie) appartenant à la maison Régis. Celle-ci achetait directement aux Tchamans de l'huile de palme et de l'or.

#### Angré-Château
A  Angré 8e Tranche, se trouve un marché vivrier sur le modèle du marché gouro d'Adjamé, le marché Cocovico créé en 2008.

#### Deux-Plateaux
Le quartier Deux-Plateaux est également une zone résidentielle très prisée, mais tend à devenir une zone commerciale, particulièrement sécurisée, avec notamment son quartier " le Vallon " où les terrains sont parmi les plus chers de la commune.
D’autres quartiers ont été aménagés pour accueillir de nouveaux résidents fortunés : Beverly-Hills, Palmeraie-Extension, Angré 7e Tranche, 8e Tranche…

#### Angré
Le quartier d’Angré tire son nom d’un planteur du nom de Donatien Angré Kangabri. Sa plantation, qui est devenue par la suite le quartier d’Angré, allait de l’actuelle Caisse nationale de prévoyance sociale (CNPS) à la station de traitement d’eau de la Société de distribution d’eau de la Côte d’Ivoire (SODECI) du quartier.
Donatien Angré Kangabri décéda, le 24 août 2004 à l’âge de 87 ans.

### Autres quartiers
- Cocody centre
- Riviera 1
- Riviera 2
- Riviera 3
- Riviera M'Badon
- Riviera Palmeraie
- Riviera Bonoumin
- Riviera Golf
- Riviera Faya
- Anono
- Akouedo
- Djorogobité 1, 2
- Abatta
- Cocody-Ambassades
- M'pouto
- Sicogi-Espérance

### Inondations
La commune de Cocody fait régulièrement partie des zones d'inondation en Côte d'Ivoire. En 2018, lors des pluies diluviennes du 18 au 19 juin, c'est la commune la plus impactée d'Abidjan,.

## Commissariats
La commune possède plusieurs commissariats 
- Commissariat du 18e Arrondissement
- Commissariat du 22e Arrondissement
- Commissariat du 30e Arrondissement
- Commissariat du 35e Arrondissement
- Commissariat du 40e Arrondissement

## Lieux remarquables

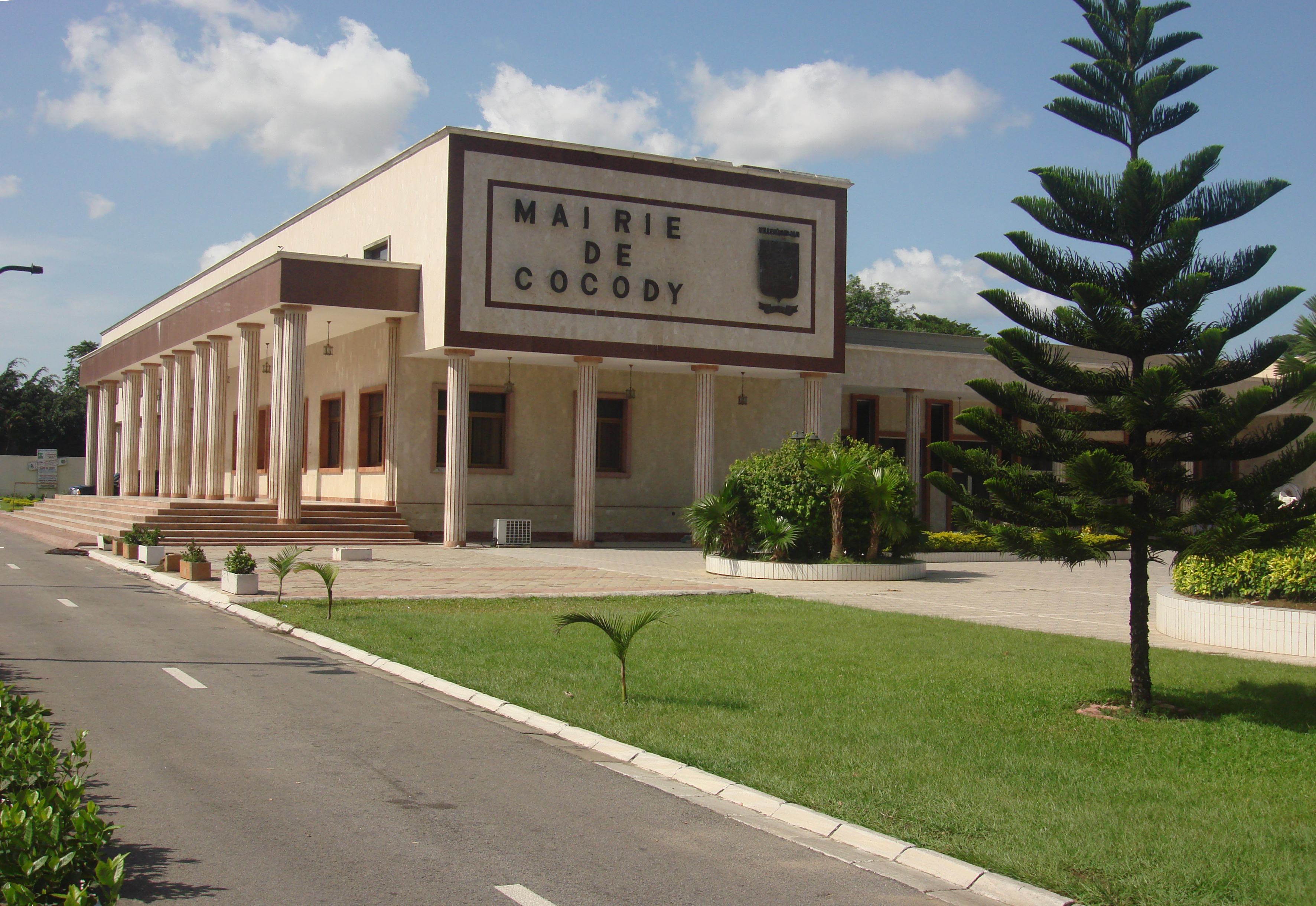
Hôtel communal de Cocody (Abidjan)

- L'Hôtel Ivoire, aujourd'hui Sofitel Ivoire, premier et unique cinq-étoiles du pays, entièrement rénové en 2011[9], et qui fut pendant longtemps le seul d'Afrique à disposer d'une patinoire[13];
- L'Institut Pasteur de Côte d'Ivoire, fondé en 1972 et le CHU de Cocody ;
- La polyclinique internationale Sainte-Anne-Marie (PISAM) et son plateau technique de pointe, l’un des plus modernes d’Afrique de l’Ouest[9];
- Le marché couvert N'Goan Aka Mathias permet de trouver, sur trois étages, une grande variété de ce que l'artisanat de l'Afrique de l'Ouest peut produire. Victime d'un grave incendie en 2007, il a été réhabilité entre 2016 et 2017[14].
- Notre-Dame de Cocody, tour mariale érigée en octobre 2023.

## Pharmacies
La commune dispose de plusieurs pharmacies:
- Pharmacie de Cocody
- Pharmacie Ste Cécile
- Pharmacie des deux Plateaux
- Pharmacie Saint Athanase
- Pharmacie Val d'Oise
- Pharmacie Ave Maria
- Pharmacie Sainte Marthe
- Pharmacie Latrille
- Pharmacie 7ème Tranche
- Pharmacie St Martin de Faya

## Éducation
Le premier lycée de Cocody a été inauguré en 1954.
- Université Félix-Houphouët-Boigny ;
- Institut national supérieur des arts et de l'action culturelle (INSAAC) ;
- Lycée technique d'Abidjan ;
- Lycée classique d'Abidjan ;
- Lycée Sainte-Marie d'Abidjan, établissement laïc pour filles[15];
- ISTC-Polytechnique ;
- École nationale supérieure de statistique et d'économie appliquée (ENSEA) ;
- École nationale de Gendarmerie (ENG) ;
- École nationale de Police (ENP) ;
- École normale supérieure (ENS) ;
- Institut national pour la formation sociale (INFS) ;
- Enko John Wesley International School ;
- Lycée Blaise-Pascal d'Abidjan, un établissement français[9] géré par l'Agence pour l'enseignement français à l'étranger (AEFE) ;
- Lycée Jean-Mermoz d'Abidjan, un établissement français[9] géré par la Mission laïque française (MLF) ;
- Lycée moderne Cocody Angré ;
- Lycée moderne de Cocody.
- Institut Scolaire Lavoisier (ISL)

## Sports
La commune compte un club de football évoluant en championnat de Côte d'Ivoire de football D3, l'ASC Cocody.

## Personnalités liées à la commune
- Arsène Usher Assouan (1930-2007), premier maire de la commune de 1980 à 1990 ;
- Théodore Mel Eg (1952-2019), ministre et maire de la commune de 1990 à 2001 ;
- Jean-Baptiste Gomont Diagou, maire de la commune, élu en 2001, décédé en février 2012 ;
- Yasmina Ouegnin (née en 1979), députée, élue en 2012 ;
- Francis Wodié (1936-2023), président du Parti ivoirien des travailleurs (PIT) et président du conseil constitutionnel ;
- Victorine Gboko Wodié, membre du comité central du PIT et Garde des sceaux ;
- Tra Lou Edwige, joueuse de handball de Côte d'Ivoire ;
- Kaaris (né en 1980), rappeur français d'origine ivoirienne.

## Dans la culture
- Ce quartier a inspiré un film de Christian-Jaque, avec Jean Marais, Philippe Clay et Liselotte Pulver, sorti en 1964, Le Gentleman de Cocody, produit par Alain Poiré ;
- Il a aussi inspiré la chanson Cocody Rock du chanteur ivoirien de reggae Alpha Blondy.